# Антинори, Иньяцио
Иньяцио Антинори (англ. Ignacio Antinori; 17 февраля 1885, Санто-Стефано-Квисквина, Агридженте, Сицилия, Италия — 23 октября 1940, Тампа, Флорида, США) — итало-американский гангстер, построил одну из первых сетей незаконного оборота наркотиков во Флориде, первый босс Тампской мафии.

## Биография
Уроженец Санто-Стефано-Квисквина, Антинори в 1899 году переехал в США, поселившись как и многие его земляки в Тампе (Флорида) Уже вскоре он смог создать свою преступную организацию. В 1903 году к Антинори присоединились Иньяцио Итальяно, ещё один выходец из Санто-Стефано-Квисквина, и Санто Траффиканте, уроженец городка Чанчана провинции Агридженто, который руководил небольшой итальянской бандой. Втроём они успешно противостояли преступному синдикату Чарли Уолла, первого в истории Тампы босса организованной преступности. В то время Уолл контролировал большую часть незаконных азартных игр в городе, подкупив многих судей, политиков и чиновников.
Не удовлетворившись доходами от азартных игр и бутлегерства, Антинори занялся контрабандой героина. Установив тесные связи с корсиканскими торговцами героином и боссами американской мафии в других штатах Антинори смог наладить поставки наркотиков из Марселя (Франция) через Кубу во Флориду. По данным Федерального бюро по борьбе с наркотиками, героин впоследствии распространялся на Среднем Западе, в основном через мафиози из Сент-Луиса Томаса Буффа и мафиози из Канзас-Сити (Миссури) Никола Импастато, Джеймса Десимоне и Джозефа Делюка. К 1930-м годам Антинори был одним из крупнейших торговцев героином в США.
В конце 1920-х годов между Уоллом и Антинори началась война за территорию, которая позже стала известна как «Эра крови».
23 октября 1940 года Иньяцио Антинори пил кофе в отеле Palm Garden Inn в Тампе с другом и молодой спутницей. Внезапно появился вооружённый человек и дважды выстрелил из дробовика в Антинори, снеся ему затылок. Стрелявшего якобы подослала семья Чикаго, которым Антинори отправил партию наркотиков низкого качества и отказался вернуть деньги.